# Храм Святых Равноапостольных Константина и Елены (Коканд)
Храм Святых Равноапостольных Константина и Елены — недействующий, снесенный православный храм Ташкентской и Узбекистанской епархии Среднеазиатского митрополичьего округа Русской православной церкви, расположенный в городе Коканде, Узбекистан. Престольный праздник 21 мая.

## История
Военно-местная церковь располагалась в центре города, в местности, называемой «Урда». Её история уникальна. Сначала она находилась в дворце Худояр-хана, потом для было неё было построено новое здание.
После взятия Коканда русское православное население города стало собираться для молитвы в разных помещениях. По распоряжению Командующего войсками Ферганской области, генерала М. Д. Скобелева, под церковь был выделен тронный зал ханского дворца. Для её обустройства были приглашены лучшие резчики и мастера по иконостасному делу.
Всё это время с 1875 по 1876 шло строительство нового храма, который расположился недалеко от правительственного дома. И вот согласно указу Туркестанской Духовной Консистории, от 12 сентября 1876 года за N 255, временная церковь в Коканде была освящена священником Победоносцевым 23 декабря 1876 года.
В ней богослужение совершается и до 1929 года. Вмещала она 100 человек молящихся. В ней был обустроен богатый иконостас и переданы различные церковные утвари.
До 1900 года храм и причт состояли в ведении Туркестанского Епархиального Начальства (позже упразднена). Она именовалась «церковью при Управлении Кокандского воинского начальника», с 1912 — военно- местною, с 1922 — Храм Святых Равноапостольных Константина и Елены. Так же по штату при церкви положен один священник.

## Фото

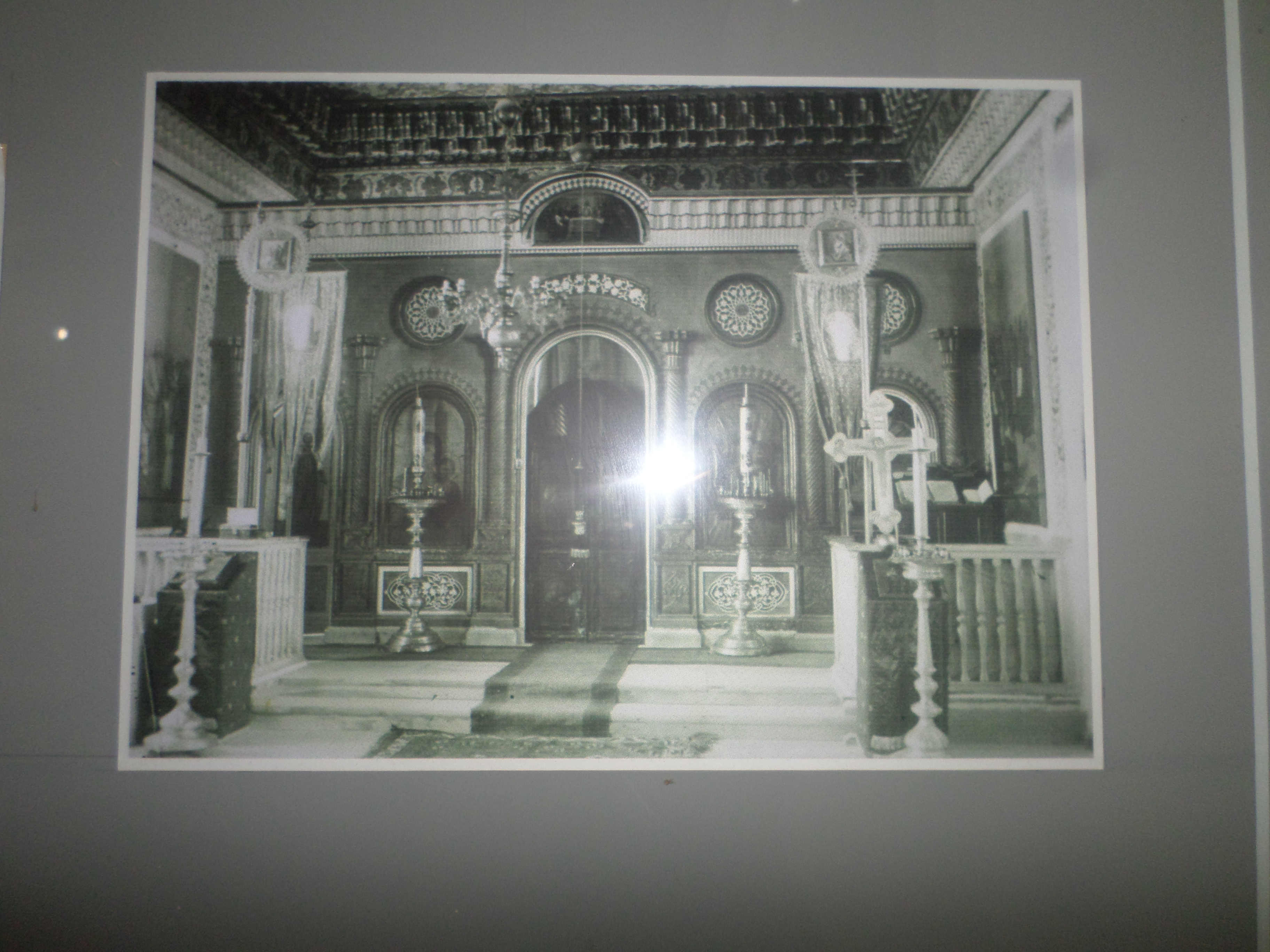
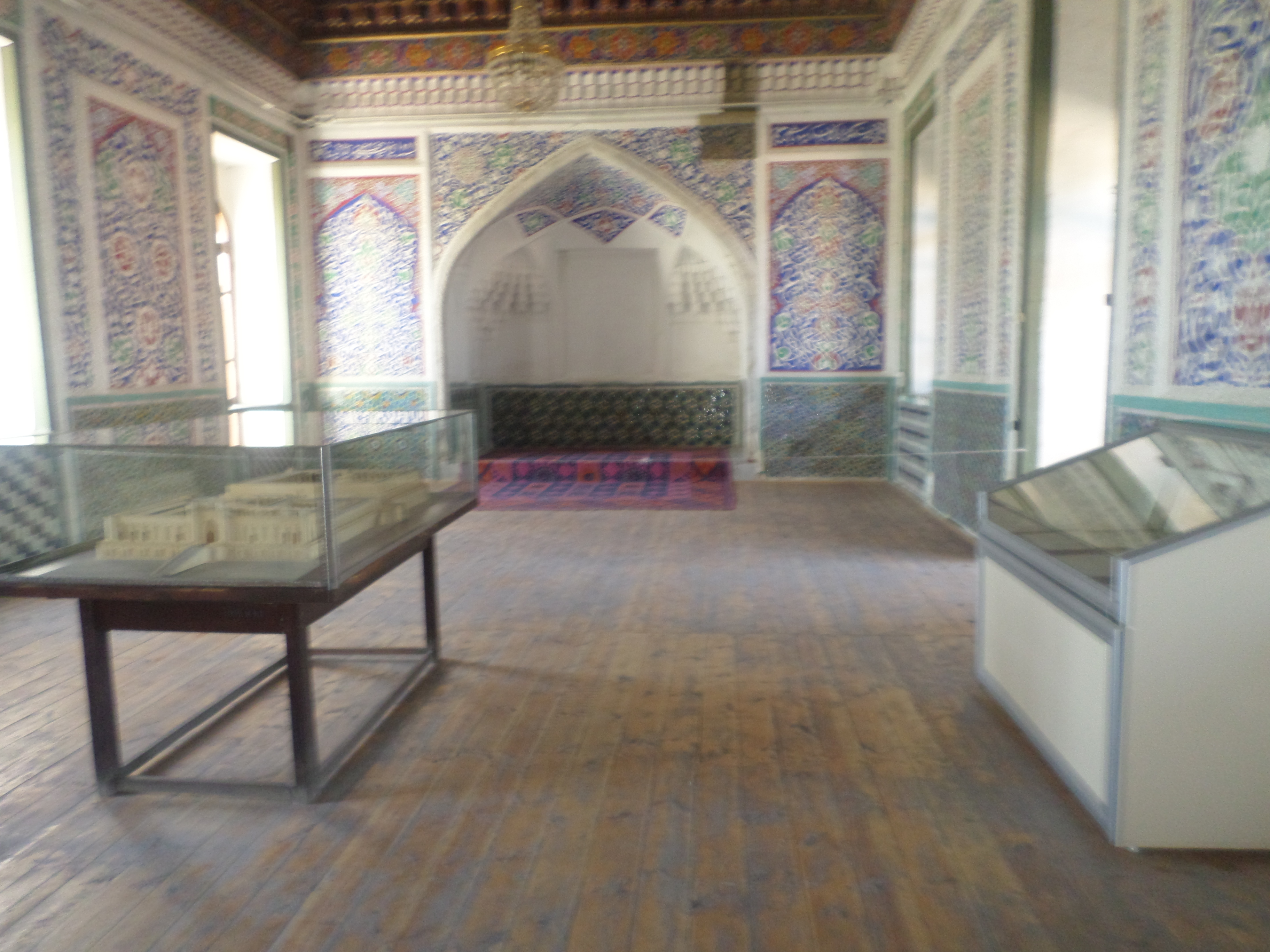